# Liberté - Fräiheet!
Liberté - Fräiheet! ist eine politische Bewegung, bzw. Partei, in Luxemburg, die im Juni 2023 von Roy Reding gegründet wurde, nachdem dieser aus der ADR ausgetreten war. 
Die Partei trat bei der Kammerwahl vom 8. Oktober 2023 ein erstes Mal in allen 4 Wahlbezirken an. Sie erhielt dabei 1,13 % aller Stimmen (42.643 Stimmen) und konnte kein Mandat erringen.

## Eigenverständnis
Liberté - Fräiheet! versteht sich als eine Bewegung, die von Bürgern ins Leben gerufen wurde, um sich für die Meinungsfreiheit („Libre - Choix“) im privaten und im öffentlichen Bereich einzusetzen. Sie wollen sich für das Erhalten der Menschenrechte und einem Mitspracherecht bei allen wichtigen Entscheidungen, die über die Bürger getroffen werden, einsetzen. Deren Themen sind der Gesundheitssektor, das Anpassen der Steuern für Rentner, Wittwer, Junggesellen und alleinerziehende Eltern. Sie wollen weniger Bürokratie, damit das Handwerk mehr gefördert wird. und finden Handelsabkommen mit Drittländer (wie TTIP mit den USA, die mit Mercosur, oder CETA mit Kanada) begrüßenswert. In der Landwirtschaft sollen die Preise kostendeckend sein. Außerdem sind sie für genfreie Lebensmittel ohne Insektenschützmittel. Ebenfalls sind sie gegen eine „Frühsexualisierung“ d. h. ohne direkte Bestimmung des Geschlechts. Sie verlangen spezielle Schulungen für das Lehrpersonal im Umgang mit Kindern, die Lehrschwächen haben.